# Xavi Oliva
Javier Oliva González (* 29. Mai 1976 in L’Hospitalet de Llobregat) ist ein ehemaliger spanischer Fußballtorhüter. Er spielte zwischen 2009 und 2011 beim FC Villarreal in der Primera División, der höchsten spanischen Spielklasse.

## Karriere
Oliva begann seine Karriere in der B-Mannschaft von Espanyol Barcelona. 1994 kehrte er dann in seine Heimatstadt L’Hospitalet de Llobregat zurück und spielte dort beim ortsansässigen CE, von diesen wurde er in der Saison 1995/96 an Roda Bará verliehen, kehrte aber umgehend zurück. Nach einer weiteren Saison in der Heimat wechselte der Torhüter 1997 in die zweite Mannschaft des FC Valencia, ehe er zum FC Terrassa ging. Der Wandervogel unterschrieb bereits ein Jahr später bei Recreativo Huelva, ehe er diesen wiederum zu Gimnàstic de Tarragona verließ.
Mit dem CD Castellón fand Oliva 2002 dann jenen Verein, dem er sieben Jahre die Treue hielt. Nach einigen Jahren in der Segunda oder Tercera División bekam er als 34-Jähriger 2009 das Angebot des FC Villarreal aus der Primera División, welches er annahm. Er wurde als Ersatztorhüter verpflichtet. Infolgedessen kam er am 5. November 2009 zu seinem Debüt auf europäischer Klubebene. Im Heimspiel gegen Lazio Rom während der Gruppenphase wurde Oliva in der 52. Minute für Stammtorhüter Diego López eingewechselt. Das Spiel wurde 4:1 gewonnen.